# Mika Aaltola

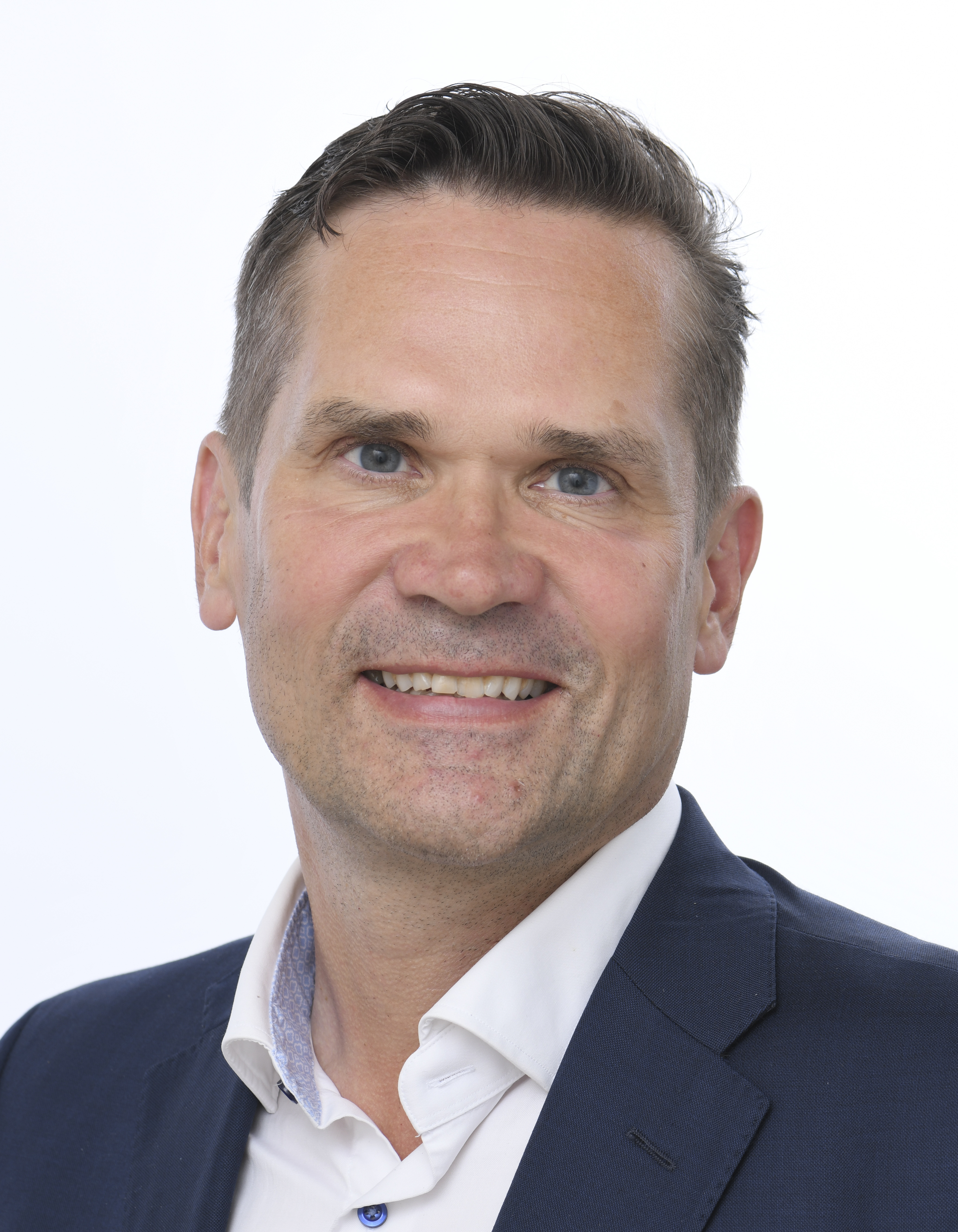
Mika Aaltola (2024)

Mika Petteri Aaltola (geboren am 2. Mai 1969 in Jämsänkoski) ist ein finnischer Politikwissenschaftler und Direktor des Finnischen Instituts für Internationale Angelegenheiten. Er ist durch den russischen Einmarsch in der Ukraine, den er verfolgt und regelmäßig kommentiert, in den Medien bekannt geworden. Aaltola hat einen Doktortitel in Sozialwissenschaften. Er arbeitet als Dozent an der Universität Tampere und war Teilzeitprofessor an der Universität Tallinn. Er kandidierte als unabhängiger Kandidat für das Amt des finnischen Präsidenten bei den Präsidentschaftswahlen 2024.
Er wurde bei den Wahlen zum Europäischen Parlament 2024 als Mitglied des Europäischen Parlaments gewählt. Er vertritt die Nationale Sammlungspartei, die Teil der Europäischen Volkspartei (EVP) ist. Er ist Mitglied im Ausschuss für auswärtige Angelegenheiten und stellvertretendes Mitglied im Ausschuss für internationalen Handel. Er ist zudem stellvertretender Vorsitzender der Delegation in der Parlamentarischen Partnerschaftsversammlung EU-Vereinigtes Königreich und stellvertretendes Mitglied der Delegation für die Beziehungen zu den Vereinigten Staaten.

## Schriften (Auswahl)
- Sowing the seeds of sacred. Political religion of contemporary world order and American era. Martinus Nijhoff Publishers, Leiden/Boston 2008, ISBN 978-9-004-16563-2.
- Western spectacle of governance and the emergence of humanitarian world politics. Palgrave Macmillan, New York 2009, ISBN 978-0-230-61634-9.
- Understanding the politics of pandemic scares. An introduction to global politosomatics. Routledge, New York/London 2012, ISBN 978-0-41560-381-2.
- The challenge of global commons and flows for US power. The perils of missing the human domain. Ashgate, Fanham/Burley 2014, ISBN 978-1-409-46421-1 (mit Juha Käpylä und Valtteri Vuorisalo).